# Championnats de France de cyclisme sur route 2016
Les championnats de France de cyclisme sur route 2016 se déroulent :
- à Vesoul (Haute-Saône) du 23 au 26 juin, pour les épreuves élites messieurs, dames et amateurs ;
- à Civaux (Vienne) du 18 au 21 août, pour les championnats de France de l'Avenir (cadets, juniors et espoirs)[1].

Cinq catégories sont au programme : cadets (15–16 ans), juniors (17–18 ans), espoirs (moins de 23 ans), amateurs et professionnels.

## Programme
- Épreuves élites messieurs, dames et amateurs.

Les épreuves en contre-la-montre ont lieu l'apres-midi du jeudi 23 juin, les dames précédant les hommes. Au cours de ces deux épreuves, sont attribués le champion et la championne de France de contre-la-montre, et, également, la championne de France espoir de C.L.M. et le champion de France amateur de contre-la-montre.
Les courses en ligne sont programmés le samedi 25 et dimanche 26 juin. Le samedi matin, les amateurs masculins se disputent le championnat de France amateur en ligne alors que l'après-midi est réservé aux élites et espoirs dames. Le dimanche, les élites professionnels masculins concourent pour le titre de champion de France élite en ligne.

## Engagés
Ci-dessous la liste des engagés pour les championnats de France de Vesoul.
Engagés 

## Parcours
Circuits - 23, 25 et 26 juin 2016 Vesoul (Haute-Saône)

## Podiums

### Hommes
| Épreuves                    | Or               | Argent           | Bronze            |
| --------------------------- | ---------------- | ---------------- | ----------------- |
| Course en ligne - élites    | Arthur Vichot    | Tony Gallopin    | Alexis Vuillermoz |
| Contre-la-montre - élites   | Thibaut Pinot    | Anthony Roux     | Tony Gallopin     |
| Course en ligne - amateurs  | Valentin Madouas | Benoît Cosnefroy | David Gaudu       |
| Contre-la-montre - amateurs | Yoann Paillot    | Jérémy Cabot     | Romain Bacon      |

| Épreuves                   | Or               | Argent             | Bronze             |
| -------------------------- | ---------------- | ------------------ | ------------------ |
| Course en ligne - espoirs  | Paul Ourselin    | Benoît Cosnefroy   | Corentin Ermenault |
| Contre-la-montre - espoirs | Rémi Cavagna     | Corentin Ermenault | Thibault Guernalec |
| Course en ligne - juniors  | Théo Nonnez      | Tristan Montchamp  | Quentin Grolleau   |
| Contre-la-montre - juniors | Clément Davy     | Alexys Brunel      | Tanguy Turgis      |
| Course en ligne - cadets   | Clément Aulnette | Oscar Lentini      | Léo Guichard       |

### Femmes
| Épreuves                   | Or             | Argent            | Bronze         |
| -------------------------- | -------------- | ----------------- | -------------- |
| Course en ligne - élites   | Edwige Pitel   | Marjolaine Bazin  | Audrey Cordon  |
| Contre-la-montre - élites  | Audrey Cordon  | Edwige Pitel      | Elise Delzenne |
| Course en ligne - espoirs  | Léna Gerault   | Victorie Guilman  | Séverine Eraud |
| Contre-la-montre - espoirs | Séverine Eraud | Anabelle Dreville | Fanny Zambon   |

| Épreuves                   | Or               | Argent          | Bronze            |
| -------------------------- | ---------------- | --------------- | ----------------- |
| Course en ligne - juniors  | Juliette Labous  | Pauline Clouard | Noémie Abgrall    |
| Contre-la-montre - juniors | Juliette Labous  | Dorine Granade  | Maëlle Grossetête |
| Course en ligne - cadettes | Victoire Berteau | Marie Le Net    | Jade Wiel         |